# Karl Warner
Karl DeWitt Warner (né le 23 juin 1908 à Woodbury - mort le 5 septembre 1995 à Rochester) est un athlète américain spécialiste du 400 mètres.
Sélectionné pour les Jeux olympiques de 1932, il décroche la médaille d'or du relais 4 × 400 mètres aux côtés de ses compatriotes Ivan Fuqua, Edgar Ablowich et Bill Carr. L'équipe des États-Unis établit un nouveau record du monde de la discipline en 3 min 08 s 2, un jour après avoir réalisé le meilleur temps mondial lors des séries. Elle devance finalement le Royaume-Uni et le Canada.
Licencié au Yale Bulldogs de New Haven, il se classe deuxième du 440 yards lors des championnats de l'Amateur Athletic Union de 1933.

## Palmarès
| Date | Compétition     | Lieu        | Résultat | Discipline |
| ---- | --------------- | ----------- | -------- | ---------- |
| 1932 | Jeux olympiques | Los Angeles | 1er      | 4 × 400 m  |